# Matteo Di Giusto
Matteo Di Giusto (Wetzikon, 18 de agosto de 2000) es un futbolista suizo que juega en la posición de centrocampista para el F. C. Lucerna.

## Clubes
| Club             | País          | Año       |
| ---------------- | ------------- | --------- |
| F. C. Zürich     | Suiza         | 2019-2020 |
| F. C. Vaduz      | Liechtenstein | 2020-2022 |
| F. C. Winterthur | Suiza         | 2022-2025 |
| F. C. Lucerna    | Suiza         | 2025-     |

## Palmarés

### Títulos nacionales
| Título                | Club        | País          | Año  |
| --------------------- | ----------- | ------------- | ---- |
| Copa de Liechtenstein | F. C. Vaduz | Liechtenstein | 2022 |